# Сельская Новь (деревня)
Се́льская Новь — деревня в Одинцовском городском округе в Московской области.

## История
Сельская Новь основана в 1970-х годах как посёлок при крупной птицефабрике, перенесённой в соседнюю деревню Ликино из Крылатского, в связи с включением последнего в состав Москвы. По переписи 1989 года в деревне было 36 хозяйств и 130 жителей. Население в 2006 году — 148 человек. До 2006 года Сельская Новь входила в состав Ликинского сельского округа, до 2019 г. — в сельское поселение Жаворонковское.

## География
Сельская Новь расположена в 35 км к юго-западу от центра Москвы и в 11 км к юго-западу от центра Одинцова. С северной стороны к деревне примыкает коттеджный посёлок «Трувиль», с южной и западной сторон — лесной массив, с востока — поле. Высота центра над уровнем моря 209 м.

## Население
| 1989 | 2002 | 2006 | 2010 |
| ---- | ---- | ---- | ---- |
| 130  | ↗148 | →148 | ↘111 |

## Транспорт
В 400 метрах к югу от деревни проходит трасса Минского шоссе.
Ближайшая автобусная остановка находится в деревне Ликино. Автобусные маршруты связывают её с городами Москва, Одинцово, Краснознаменск, Можайск, Кубинка, Голицыно, Верея, посёлками городского типа Лесной Городок, Новоивановское, а также селом Жаворонки, где находится одноимённая пассажирская железнодорожная платформа.

## Архитектура
Деревня застроена частными домами.